# Accused
Accused (Brasil: Acusada / Portugal: Acusação)[carece de fontes?] é um filme policial britânico de 1936, dirigido por Thornton Freeland e estrelado por Douglas Fairbanks Jr., Dolores del Río e Florence Desmond. Foi produzido pela Criterion Films, quando Fairbanks era co-proprietário do Isleworth Studios. Os sets do filme foram desenhados por Edward Carrick.